# Neivamyrmex imbellis
Neivamyrmex imbellis es una especie de hormiga guerrera del género Neivamyrmex, subfamilia Dorylinae. Esta especie fue descrita científicamente por Emery en 1900.